# Paco Peña

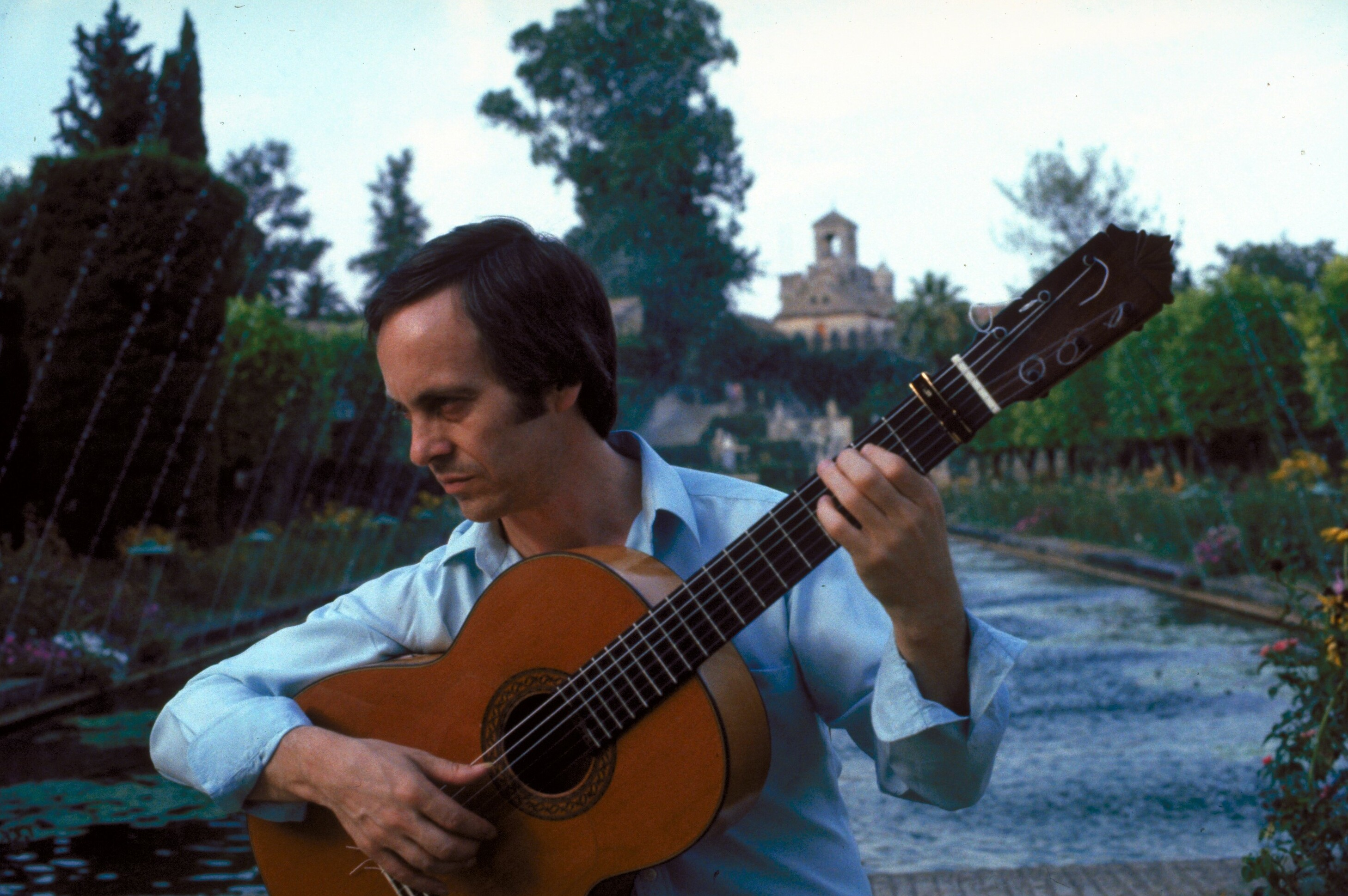
Paco Peña 1984 in Córdoba

Paco Peña (* 1. Juni 1942 in Córdoba, Andalusien; vollständiger Name Francisco Peña Pérez) ist ein spanischer Flamenco-Gitarrist, Komponist und Dozent.

## Leben
Paco Peñas Mutter war in ihrer Jugend eine sehr gute Tänzerin, sein Vater ein Cante-Jondo-Sänger in Cabra. Paco wuchs mit acht weiteren Geschwistern auf, davon sieben Mädchen.
Er erlernte das Gitarrenspiel als Sechsjähriger von seinem älteren Bruder, spielte mit neun schon in einem Ensemble und hatte seine ersten öffentlichen Auftritte mit elf Jahren. Sein Vorbild war zu dieser Zeit vor allem der Sevillaner Flamenco-Gitarrist Niño Ricardo. Er machte sich auf nach Madrid und an die Costa Brava, um Geld als Flamenco-Gitarrist zu verdienen. Als er seine Heimat 1964 verließ, fand er in London als (Solo-)Flamencogitarrist große Anerkennung. Seine Auftritte führten ihn zu Ronnie Scott’s Jazz Club sowie zur Royal Albert Hall in London, New Yorks Carnegie Hall, das Sydney Opera House und das Concertgebouw in Amsterdam.
1981 gründete er als Begegnungs- und Ausbildungsstätte das Centro Flamenco Paco Peña in der Calle Reloj 7 an der Plaza del Potro in Córdoba, seiner Heimatstadt. Später wurde er zum Artistic Director des Córdoba International Guitar Festivals berufen. 1985 trat er seine Professur für Flamenco-Gitarre am Rotterdams Conservatorium an, wo er bis heute unterrichtet. Paco Peña war der erste Flamencogitarrist, dem ein Lehrstuhl an einem Konservatorium angeboten wurde. Seit seiner Gründung 2006 ist er Dozent für Flamenco am World Music and Dance Centre (WMDC) in Rotterdam.

## Repertoire
Er steht in der Tradition des Flamencos von Ramón Montoya (den er noch zu Lebzeiten live erlebte), Niño Ricardo und Sabicas.

## Ensemble
Er teilt sich oft die Bühne mit anderen Gitarristen, Tänzern und Sängern sowie Musikgruppen. Peña arbeitete unter anderem mit Eduardo Falú, John Williams, Inti-Illimani unter Horacio Salinas und der Academy of St Martin in the Fields.

## Auszeichnungen
Er erhielt 1997 aus den Händen von König Juan Carlos I. als Anerkennung für seine Verdienste den Orden del Mérito Civil.

## Diskografie
CD
- 2014 Duo Recital (mit Eliot Fisk)
- 2008 A Compás!
- 2007 His Essential Recordings
- 2007 A Flamenco Guitar Recital (Live)
- 2007 Requiem for the Earth
- 2004 Fabulous Flamenco / La Gitarra Flamenca (Remastered)
- 2003 Flamenco Master: Essential flamenco recordings
- 2000 Flamenco Guitar
- 1999 Arte y Pasión (Live)
- 1995 The Art of Paco Peña
- 1992 Encuentro (mit Eduardo Falú)
- 1988 Azahara
- 1991 Misa Flamenca
- 1990 Leyenda (Live in Köln Inti-Illimani mit John Williams)
- 1987 Fragments of a Dream (mit Inti-Illimani und John Williams)
- 1986 Flamenco Guitar Music of Ramón Montoya and Niño Ricardo

LP
- 1985 Flamenco Vivo. Live in Munich (Recorded on March 15th 1981 at the Hochschule für Musik)
- 1980 Live at Sadler’s Wells
- 1979 Live in London
- 1978 The Flamenco World of Paco Peña
- 1977 La Gitarra Flamenca
- 1976 Flamenco Festival[4]
- 1976 Toques Flamencos (mit Buch)
- 1975 Fabulous Flamenco!
- 1973 The Art of the Flamenco Guitar
- 1972 Flamenco Puro Live
- 1970 Flamenco
- 1970 The Art of Flamenco
- 1969 Carnival (mit Los Marachuchos)
- 1968 The Incredible Paco Peña
- 1966 Flamenco! (El Sali & his Ballet Espagnol)

DVD
- 1991 Misa Flamenca
- 1985 Guitarra! (Julian Bream)